# Super Panavision 70
Le Super Panavision 70 est une technologie de prise de vue utilisée entre 1959 et 1983, faisant appel à des objectifs sphériques (à contrario de l'Ultra Panavision 70) et à un négatif 65 mm, afin de permettre un tirage de copies 70 mm dans des conditions optimales. Le ratio image obtenu est du 2.20 : 1. 
Le son est enregistré sur 6 pistes magnétiques situées de part et d'autre de l'image. Il est restitué à la projection sur 6 voies amplifiées séparément dans la salle : 5 derrière l'écran (à gauche et à l'extrême gauche, au centre, à droite et à l'extrême droite) et une « piste son d'ambiance » distribuée par une dizaine de haut-parleurs entourant les fauteuils des spectateurs.
Les films Lawrence d'Arabie, ou 2001, l'Odyssée de l'espace, ou encore Grand Prix, ont été tournés en Super Panavision 70.